# Måns Andersson
Måns Andersson, död omkring 1680 var en svensk nybyggare och tobaksodlare i kolonin Nya Sverige.
Måns lämnade Göteborg med skeppet Kalmar Nyckel i oktober 1639 och anlände till Nya Sverige några månader senare. 
Efter att Måns första hustru dött gifte han om sig 1646. Måns Andersson och hans nya fru ägnade sig åt tobaksodling och ska ha byggt en egen gård vid Brandywinefloden, som man gav namnet Silleryd.
Tillsammans med 20 andra nybyggare skrev Måns Andersson på ett upprop i protest mot guvernören i Nya Sverige där de anklagade honom för att vara diktatorisk och begärde mer frihet. De anklagades då för myteri och flydde till en holländsk koloni i nuvarande Maryland. Måns Andersson återvände med fru och sex barn till Nya Sverige när kolonin fick en ny guvernör. Han sålde gården till den nya guvernören och blev sedan inspektör för kolonins tobaksodlingar. Han byggde så småningom en gård som han kallade "Mountsfield". 
De sista spåren av Måns Andersson kommer från en holländsk resenär som rapporterade från det nya landet den 4 december 1679: "Fram mot kvällen kom vi till en svensk som hette Mouns. Vi tillbringade natten med honom och kände oss väldigt välkomna. Han, hans fru och hans barn pratade bra holländska och vi pratade om olika saker som rör landet."

## Anfader till presidenterna Bush?
Enligt den amerikanska föreningen The Swedish Colonial Society var Andersson anfader till USA:s presidenter George Bush Sr och George W Bush; närmare bestämt ska han ha varit George W. Bushs farmors farfars morfars farmors farfar.  Namnet på Måns Anderssons gård vid Brandywine får Swedish Colonial Society att tro att Måns härstammar från Sillerud i Värmland. [källa behövs] Antagandet är dock språkligt tvivelaktigt, eftersom den dialektala varianten -ryd överhuvudtaget inte förekommer bland äldre ortnamn i Värmland, utan snarare antyder ett ursprung i sydöstra Sverige; vanligast är ryd-namn i Småland.